# نگارال

نگارال‌ها (گرفتال، گرافتال graftal) یکی از خانواده‌های اشکال هندسی هستند که همانند فراکتال‌ها هستند اما تعریف آن‌ها ساده‌تر از فراکتال‌هاست. از نگارالها بیشتر در صنعت جلوه‌های ویژه بهره می‌گیرند تا از طرح و نقش های طبیعی مانند درختان و گیاهان نگاره‌هایی ساختگی بیافرینند.